# 팝이 있는 오후 2시
《팝이 있는 오후 2시》는 대한민국의 방송국 국방FM에서 방송하는 음악 전문 라디오 프로그램이다.

## 진행
- 조화진

## 코너 소개

### 매일코너
- 사연과 신청곡

| 국방FM 주말 프로그램         |                              |                          |
| 이전                         | 너를 사랑하기에 전유나입니다 | 다음                     |
| 한강, 안소미의 트롯! 차차차! | 너를 사랑하기에 전유나입니다 | 부모님 전상서            |
| 낮 12시 ~ 오후 2시           | 오후 2시 ~ 오후 3시 55분     | 오후 3시 55분 ~ 오후 4시 |
|                              |                              |                          |